# Старосельская, Ксения Яковлевна
Ксения Яковлевна Старосельская (22 февраля 1937, Москва — 29 ноября 2017, там же) — советский и российский переводчик польской литературы.

## Биография
С раннего детства воспитывалась отчимом — историком и правоведом Яковом Владимировичем Старосельским (1899—1948), который удочерил её. Окончила Институт тонкой химической технологии им. Ломоносова (1960). Как переводчик публиковалась с 1963 года. Редактор журнала Иностранная литература. Вела семинар молодых переводчиков при Польском культурном центре. Выступала со статьями о современной польской литературе.
Член Союза писателей СССР.
Урна с прахом захоронена в родственной могиле в Москве на Донском кладбище, участок возле колумбария № 13.

## Переводы
Переводила с польского и английского языков прозу, драматургию, публицистику. В переводах К. Старосельской опубликованы произведения Г. Сенкевича, Ст. Виткевича, Ч. Милоша, Е. Анджеевского, Я. Ивашкевича, Ю. Стрыйковского, Т. Ружевича, М. Хласко, Т. Новака, Т. Конвицкого, Р. Капущинского, Сл. Мрожека, Я. Гловацкого, Ст. Хвина, Ханны Кралль, Е. Пильха, О. Токарчук и многих других.

## Признание
Премия журнала Иностранная литература (1986). Кавалерский крест Ордена Заслуг перед Республикой Польша. Премия Польского ПЕН-клуба. Премия Трансатлантик Польского Института книги (2008). Офицерский крест Ордена заслуг перед Республикой Польша (2014) и другие награды.